# Ch'i'aankot-kiiyaahaan
Ch'i'aankot-kiiyaahaan (Ch'i'ankot-kiyahang).- Jedna od bandi Pitch Wailaki Indijanaca s Jesus Creeka u sjeverozapadnoj Kaliforniji, odnosno na Huul's Creeku i Casoose Creeku, u području North Forka. 
Imali su nekoliko naselja o kojima su poznati tek nazivi, to su: Ch'i'aanmiiyeeh, Ch'ilkoochowdin, Ch'ilkoochowkinee'din, K'aishkonteelhdin, Loonbistee'din, Min'k'itdin, Seetciitciikidaadin, T'aan'chowsiidin i T'aan'tciighittcin. 